# Stilbohypoxylon
Stilbohypoxylon es un género de hongos en la familia Xylariaceae.